# Salmon Brook
Salmon Brook es un lugar designado por el censo ubicado en el condado de Hartford en el estado estadounidense de Connecticut. En el año 2010 tenía una población de 2,324 habitantes.

## Geografía
Salmon Brook se encuentra ubicado en las coordenadas 41°57′24″N 73°47′35″O / 41.95667, -73.79306.